# Judasevangeliet

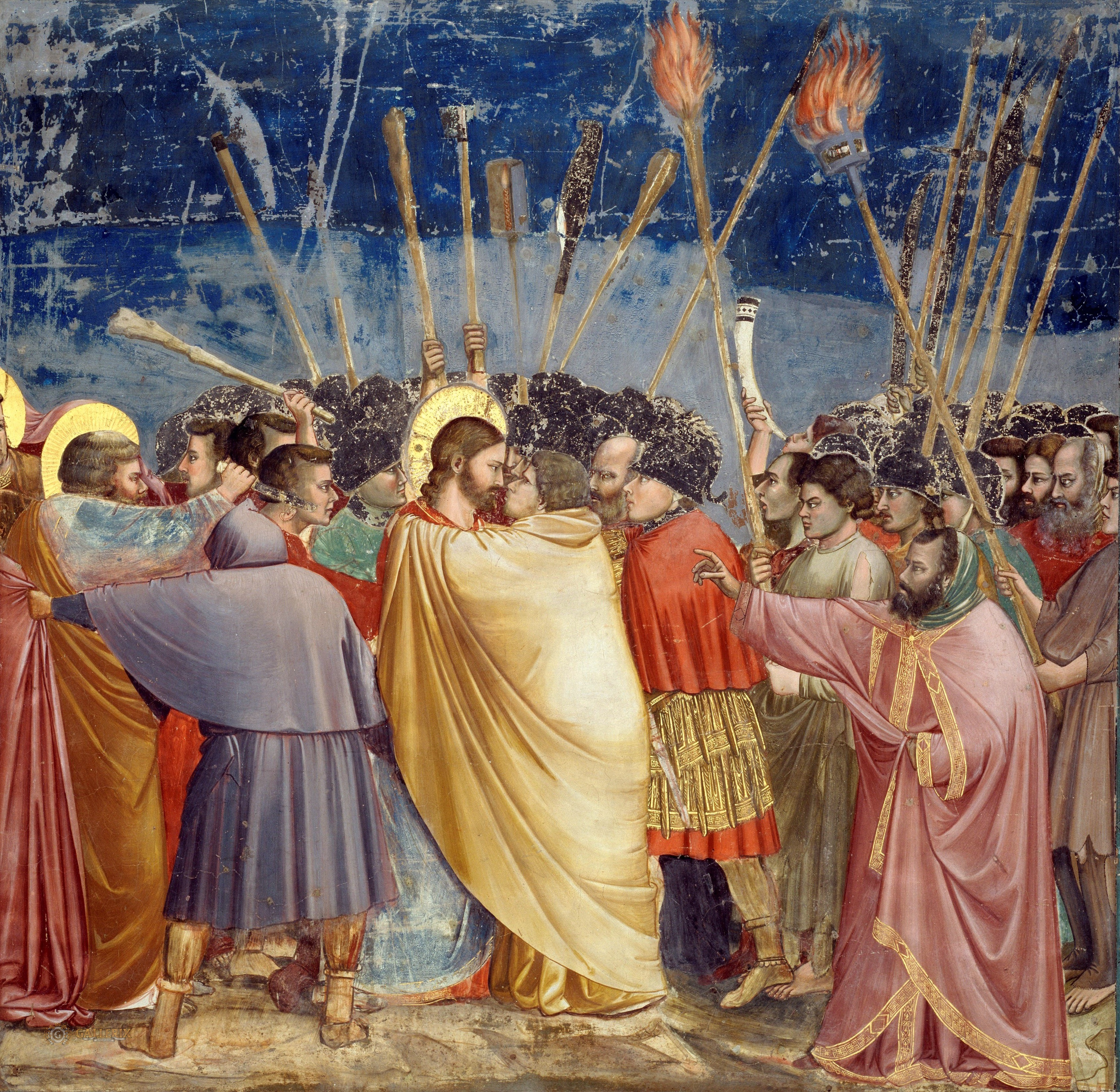
Var det Jesus som bad Judas att förråda honom? Judaskyssen av Giotto di Bondone.

Judasevangeliet är ett gnostiskt evangelium. Det är bevarat i ett koptiskt papyrusmanuskript från 200-talet eller 300-talet som påträffades 1978 i en grotta vid Nilen nära Minya i Egypten. Evangeliets existens var dock redan känd 180 e.Kr. då det fördömdes av biskop Irenaeus som kätterskt.
Judasevangeliet utger sig inte för att representera den tidiga kristna kyrkans tro. Tvärtom vill Judasevangeliet framhålla att lärjungarna inte förstått Jesus, vilket däremot Judas Iskariot gjort. Enligt Judasevangeliet är det Judas som fått höra det verkliga budskapet, vilket följande utdrag exemplifierar: ”Men eftersom Jesus visste att Judas också tänkte på andra upphöjda saker sade han till honom: ’Avskilj dig från dem! Jag ska tala med dig om | kungarikets mysterier, inte för att du ska gå till dem [eller: dit] utan för att du ska sörja mycket. För någon annan kommer att ta din | plats så att de tolv [lärjungarna] åter ska fullkomnas i sin gud.’" 
Enligt Judasevangeliet är Jesus i själva verket en gnostisk förkunnare.
Judasevangeliet har sitt ursprung i en gnostisk sekt i Egypten, men redan den tidiga kristna kyrkan ansåg att gnosticismen var heretisk. Det utgörs av 13 papyrusark, troligen en översättning av en äldre grekisk text. Enligt National Geographic Society i Washington, D.C., som publicerade en komplett översättning till engelska samt bilder på de flagnande arken 6 april 2006, återger texten samtal mellan Judas och Jesus och redogör för Jesu sista dagar. Enligt denna översättning kan dokumentet tolkas som att Jesus bad Judas Iskariot att förråda honom. Istället för den bibliska versionen beskriver denna text hur Judas försvinner i ett skinande moln där han kunde höra en gudomlig röst.